# Kumárila
Kumárila, též Kumárila Bhatta, byl indický hinduistický filozof ze 7.-8. století, představitel školy zvané mímánsá, interpret děl zakladatele mímánsy Džaiminiho. Kumárila měl v mládí konvertovat k buddhismu, ale pak se prý vrátil k hinduismu a stal se velkým zastáncem Véd a jimi přikazovaných rituálů. Jezdil po Indii a absolvoval řadu polemických disputací s buddhisty a džainisty. Jeho žákem byl Prabhákara, který také vykládal Džaiminiho. Kumárila zasáhl do mnoha oblastí, ceněna je jeho epistemologie, filozofie jazyka, hermeneutika, poetika, ale podnikl výpady i do oblasti právní teorie a historiografie. Současné filozofy nejvíce zaujal jeho pojem svataḥ prāmāṇya (zhruba: vnitřní spolehlivost, vnitřní jistota). Rozvíjel též koncept mókši.